# Утида Косай
Утида Косай (яп. 内田康哉 утида ко:сай, 17 ноября 1865 — 12 марта 1936; также известный как Утида Ясуя) — японский государственный служащий, дипломат.

## Биография
Утида Косай родился на в городе Яцусиро, префектура Кумамото в семье врача. После двух лет изучения английского языка в Университете Досися, перевелся в Токийский университет где окончил юридический факультет.
После окончания университета работал в Министерстве иностранных дел Японии. Был послом в Китае во время правления династии Цин, затем в Австро-Венгрии и США. С 1911 по 1912 год занимал должность министра иностранных дел во втором кабинете Сайондзи Киммоти.
Некоторое время работал послом в Российской Империи, затем вернулся в Японию и с 1918 по 1923 год занимал должность министра иностранных дел. Дважды исполнял обязанности премьер-министра: после убийства премьер-министра Хара Такаси и внезапной смерти премьер-министра Като Томосабуро.
В 1930 году вошёл в палату пэров — верхнюю палату японского парламента. В 1931 году стал президентом Южно-Маньчжурской железной дороги.
Во время своего третьего срока на посту министра иностранных дел в 1932—1933 годах, он способствовал дипломатическому признанию Маньчжурского государства и выходу Японской Империи из Лиги Наций.
Умер 12 марта 1936 года, через 15 дней после Путча молодых офицеров 26 февраля. Похоронен в Токио.